# Marina Raskova
Marina Mikhàilovna Raskova (rus: Марина Михайловна Раскова) (Moscou, 28 de març de 1912 - Stalingrad, 4 de gener de 1943) fou una pilot i navegant d'avions soviètica. Es va convertir en una de les més de 800.000 dones al servei militar, arribant a fundar tres regiments aeris femenins que van realitzar unes 30.000 incursions durant la Segona Guerra Mundial.

## Primers anys
Marina Raskova, de nom de naixement Marina Malinina, va néixer el 28 de març de 1912 a Moscou filla d'una família de classe mitjana. El seu pare era professor de cant i la seva mare mestra. A diferència de la majoria de pilots i navegants soviètiques, de ben jove no va mostrar cap interès en l'aviació. Fou més aviat la casualitat qui la va convertir en pilot i navegant. Els seus pares volien que esdevingués música, i el seu objectiu era convertir-se en cantant d'òpera.
L'octubre de 1919, quan ella tenia set anys, el seu pare va morir a causa de les ferides sofertes quan va ser atropellat per una motocicleta. No obstant això, ella va continuar els seus estudis de cant i dramatúrgia però, en ser molt estricta amb ella mateixa, va començar a patir d'estrès. Va decidir deixar la música i dedicar-se a estudiar química a l'escola secundària, i després de la seva graduació el 1929, va començar a treballar en una fàbrica de tints com a química, per ajudar la seva família. Es va casar amb un enginyer, Sergei Raskov, de manera que va canviar el seu cognom pel de Raskova. Van tenir una filla, Tània, el 1930. A l'any següent va començar a treballar al Laboratori d'Aero Navegació de l'Acadèmia de la Força Aèria com a ponent. Raskova va esdevenir un famosa aviadora, tant com a pilot com a navegant, per Rússia a la dècada de 1930. Fou va ser la primera dona a convertir-se en navegant de la Força Aèria Soviètica l'any 1933. Un any més tard, va començar a ensenyar a l'Acadèmia Aèria Zhukovskii, també per primera vegada per una dona. L'any 1935 es va divorciar. Com els aviadors gaudien de gran prestigi a la Unió Soviètica, va poder intentar aconseguir una sèrie de rècords de llarga distància. La majoria d'aquests vols de rècord es van produir el 1937 i el 1938, mentre que ella seguia ensenyant a l'acadèmia de l'aire.
El més famós d'aquests rècords va ser el vol de Rodina (nom rus de: 'Pàtria'), amb un Túpolev ANT-37, un bombarder de llarg abast adaptat el 24-25 de setembre de 1938. Fou navegant de la tripulació que també va incloure Polina Ossipenko i Valentina Grizodúbova. Des del principi, l'objectiu va ser establir un rècord internacional femení per a un vol de distància en línia recta. El pla era volar des de Moscou a Komsomolsk (a l'Extrem Orient Rus). Quan per fi va acabar, el vol va durar 26 hores i 29 minuts, a una distància en línia recta de 5.947 km (distància total de 6.450 km).
Això no obstant, la prova es va allargar 10 dies més, ja que l'avió no va poder trobar un camp d'aterratge a causa de la mala visibilitat. Com que la cabina del navegant era vulnerable en un aterratge forçós, Raskova va tirar-se en paracaigudes abans de tocar terra. Com va saltar sense l'equip d'emergència no va poder trobar l'avió durant 10 dies, i va sobreviure sense aigua i gairebé sense menjar. L'equip de rescat havia trobat l'avió 8 dies després de l'aterratge, i mentre estaven esperant Raskova va trobar el camí fins a ell. Després les tres dones van ser portades a lloc segur. El 2 de novembre de 1938, les autoritats soviètiques van condecorar les tres dones com a Heroïnes de la Unió Soviètica, essent les primeres dones a rebre-la i les úniques abans de la Segona Guerra Mundial.

## Llegat

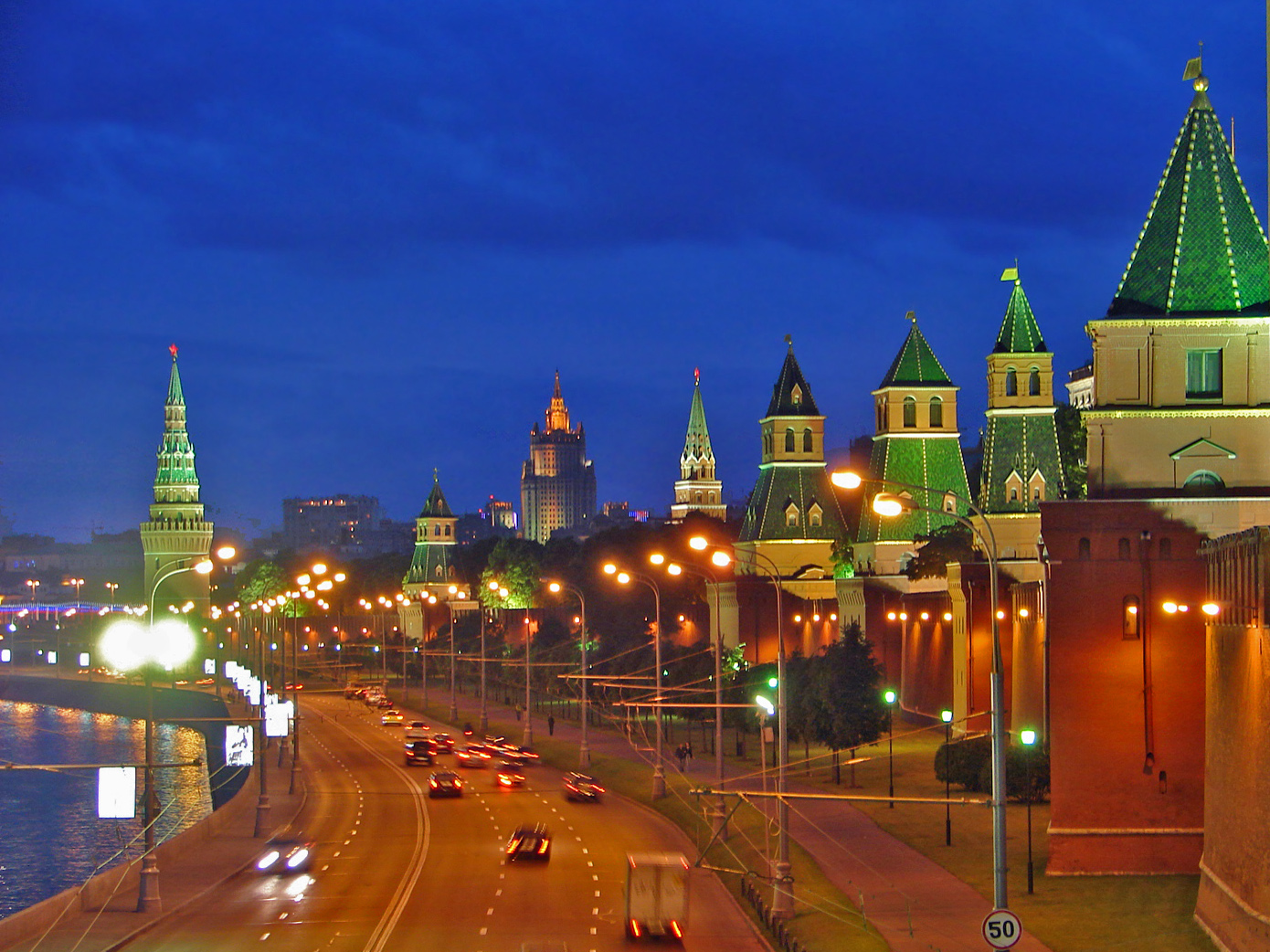
Les cendres de Raskova es van situar en una paret de maons vermells de la Plaça Roja.

Es van col·locar les seves cendres a la Muralla del Kremlin, al costat de les de Polina Ossipenko, a la Plaça Roja. De forma pòstuma fou condecorada amb l'Orde de la Guerra Patriòtica classe 1. Aviat va esdevenir el nom d'un vaixell Liberty estatunidenc, el SS Marina Raskova, inaugurat el juny de 1943.
Un carrer porta el seu nom a Moscou i a Kazan respectivament, així com una plaça de Moscou, algunes escoles i destacaments de joves pioners. Hi va haver un bust d'ella al "MM Raskova", l'Escola Superior de la Força Aèria a Tambov, fins que es va tancar l'any 1997.

### En filatèlia

Segells
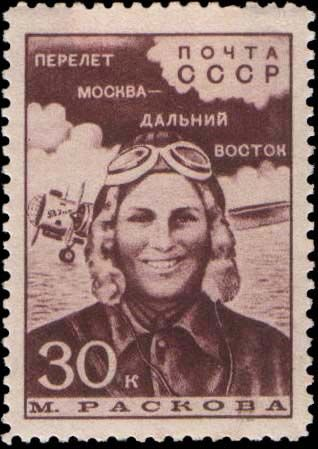
Segell de l'URSS de 1939
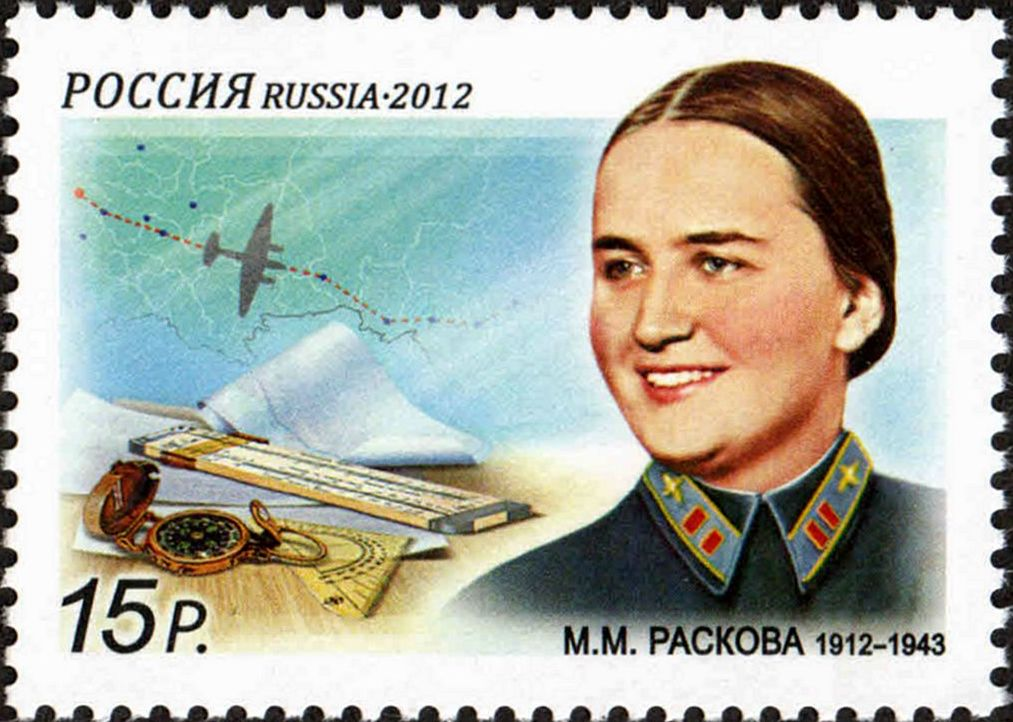
Segell de Rússia, centenari del naixement de la pilot, navegadora i Heroïna de la Unió Soviètica Marina Raskova